# Лебединий (Якутія)
Лебединий (рос. Лебединый) — селище міського типу Алданського улусу, Республіки Саха Росії. Входить до складу Міського поселення селища Ленінський.
Населення — 994 особи (2015 рік).
Селище засноване 1927 року.